# Интерлейкин 3
Интерлейкин 3 (англ. Interleukin-3, IL-3) — полипептидный цитокин, относится к группе гранулоцитарно-макрофагальных колониестимулирующих факторов вместе с интерлейкином 5 и гранулоцитарно-макрофагальный колониестимулирующим фактором.

## Структура и функция
Интерлейкин 3 состоит из 133 аминокислот. Играет роль в гемопоэзе путём контролирования образования, дифференциации и функции двух популяций лейкоцитов: гранулоцитов и моноцитов-макрофагов. Кроме этого, интерлейкин 3 индуцирует тучные клетки, эритроидные клетки, эозинофилы и мегакариоциты.